# アベンジャーズ (マーベル・コミック)
『アベンジャーズ』（Avengers）は、マーベル・コミック刊行のアメリカン・コミックスに登場するヒーローチームである。また、彼らが登場するコミック、アニメ、映画のタイトルにも使われている。

アベンジャーズのロゴ

## 概要
1963年に「それぞれ違う能力を持ったヒーローたちが協力して戦う」というコンセプトのもとに、すでに個別で活躍していたヒーローたちによって結成された。マーベル・ユニバース最大のヒーローチームとして人気を博す。
アベンジャーズの特徴的な点は、家族だけで構成されるファンタスティック・フォーやミュータント限定のX-メンとは異なり、ヒーローであること以外の参加条件がない、ということである。そのため、個人で主役を張るタイトルを持っているようなキャラクターからマイナーなキャラクターまで、非常に多くのヒーローが在籍している。チーム集合時の掛け声「Avengers Assemble!」は、チームを象徴する台詞であり、随所で使用されている。

## 出版の歴史
チームは、『アベンジャーズ』第1号（1963年9月）でデビューし、スタン・リーとジャック・カービーによって創造された。『アベンジャーズ』誌は第6号（1964年7月）までは隔月、そしてその後から最終号である402号（1996年9月）までは毎月発行された。1970年代半ばには多くのスピンオフ、ミニシリーズ、年刊号も発売された。
他のスピンオフ・シリーズには全102号の『ウエスト・コースト・アベンジャーズ』（1985年10月 - 1994年1月、第47号で『アベンジャーズ・ウエスト・コースト』に改題）、全40号の『ソロ・アベンジャーズ』（1987年12月 - 1991年1月、第21号で『アベンジャーズ・スポットライト』に改題）がある。
1996年と2004年の間にマーベルは、3回にわたっての『アベンジャーズ』の主要タイトルを再展開した。
1996年、「ヒーローズ・リボーン」のストーリーの為にいったんリニューアルされ、別の世界を舞台とした『アベンジャーズ』第2期が始まった。第2期はロブ・ライフェルドが原作、ジム・バレンチノが作画し、全13号（1996年11月 - 1997年11月）が発行された。最終号で「ヒーローズ・リボーン」の世界に居たアベンジャーズは正史のマーベル・ユニバースに帰還した。
1998年よりまた再展開され、『アベンジャーズ』第3期が全84号（1988年 - 2004年8月）刊行された。第1期から通算で500号（2004年9月）となるとナンバリングが全期合算され、503号（2004年12月）の後、『アベンジャーズ・フィナーレ』（2005年1月）で最終号を迎えた。
2005年1月より、新たなチームを描いた『ニューアベンジャーズ』誌がスタートし、それに続いて『マイティ・アベンジャーズ』、『アベンジャーズ: ジ・イニシアチブ』、『ダーク・アベンジャーズ』が創刊された。
2010年より第4期となる『アベンジャーズ』誌が始まった。

## 作中の歴史

### 2000年代

#### "Avengers Disassembled"
ライターのジェフ・ジョーンズはカート・ビュシークのカーンの話を纏め、アベンジャーズは国際連合により国際機関に任命された。この際にハーツ・オブ・ジャックと2代目アントマンが新たにメンバーに加わった。次のライターのチャック・オースティンは、キャプテン・ブリテンをチームに入れた。そしてその次のライターのブライアン・マイケル・ベンディスは「Avengers Disassembled」のエピソードでタイトルはリブートされた。「Chaos」と題されたストーリーではチームのメンバーの内何名かが死亡し、信頼関係が薄れて行く姿が描かれた。スカーレット・ウィッチが生まれるはずだった自身の子供への想いによる苦悩で徐々に精神を狂わせ、現実改変能力を暴走させることとなった。チームは混乱し、アベンジャーズ・マンションは崩壊し、残ったメンバーたちは解散に同意した。

#### ニューアベンジャーズ
解散から半年後、重犯罪刑務所ラフトからヴィランたちが集団脱獄したところにヒーローが駆けつけ、彼らは新たなアベンジャーズを結成した。この当時のメンバーはアイアンマン、キャプテン・アメリカ、ルーク・ケイジ、ウルヴァリン、ローニン、スパイダーマン、スパイダーウーマン、セントリーであった。
「マーベル・シビル・ウォー」のストーリー展開では、アメリカ政府によるスーパーヒューマン登録法の是非を巡り、スーパーヒーローたちは二分することとなった。ニューアベンジャーズも分裂状態となり、登録法反対側は社会の敵とされ、レジスタンス活動をすることとなった。このシリーズではルーク・ケイジが地下に潜ったアベンジャーズを率いており、エコー、ローニン、スパイダーマン、スパイダーウーマン（ジェシカ・ドリュー）、ウルヴァリン、アイアン・フィスト、ドクター・ストレンジがメンバーだった。その後、スクラルによる地球侵略の際、ジェシカ・ドリューはスクラルの女王ヴェランケが化けた偽物であり、本物の彼女は誘拐されていたことが明らかになる。スクラルの敗北の後、ドリューは他の誘拐されたヒーローたちと共に救出された。その次の大型クロスオーバー「ダーク・レイン」のときにエコーとアイアン・フィストがチームを抜け、ミズ・マーベル、キャプテン・アメリカ（バッキー・バーンズ）、モッキンバードが新たに加わった。
「ヒロイック・エイジ」のストーリー開始後は、キャプテン・スティーブ・ロジャースが政府公認のアベンジャーズを再建する一方、スタークの援助によりそれに反発したルーク・ケイジも独自のチームを続けることになり、ニューアベンジャーズは公に認められたチームとなった。キャプテン・アメリカはメインのアベンジャーズを支えるためにこのチームを離れ、そしてアイアン・フィストが再び加わり、さらにジェウェルとシングが追加メンバーとなった。スティーブ・ロジャースも時折参加し、そしてオズボーンの協力をし、非難の対象となっていたビクトリア・ハンドがロジャースの援助によりチームのバックスとなった。

#### マイティ・アベンジャーズ
シビル・ウォーにより、アイアンマンはフィフティ・ステイト・イニシアティヴ・プログラムに基づいて政府公認のニューヨークのチームを再構築した。リーダーはミズ・マーベル（キャロル・ダンバース）で、その他にアレス、ブラック・ウィドー、セントリー、アイアンマン、ワンダーマン、ワスプがメンバーだった。
しかしながらシークレット・インベージョンの際にワスプが死亡し、さらにアレスとセントリーはノーマン・オズボーン率いるチームへと引き抜かれ、以降は『ダークー・アベンジャズ』誌に登場することになった。 『マイティ・アベンジャーズ』誌上ではハンク・ピムが死亡した前妻に代わってワスプとなり、新たなアベンジャーズを結成し、自分たちこそが正規のアベンジャーズであると主張した。彼のチームはGRAMPA（Global Reaction Agency for Mysterious Paranormal Activity）と呼ばれる多国籍組織の下で活動した。このチームにはハンクのほか、ハーキュリース、アマデウス・チョ、スタチュー、ヴィジョン、ジョカスタ、U.S.エージェント、クイックシルバー、スカーレット・ウィッチ（実際はロキの変装）が加わった。また、アイアンマンとハルクがカソンとの戦いの際に一時的に加わった。

#### ダーク・アベンジャーズ
「シークレット・インベージョン」のイベントの後、ノーマン・オズボーンはS.H.I.E.L.D.をH.A.M.M.E.R.へと再編成し、新たな政府公認のアベンジャーズを結成した。オズボーンはアレスとセントリーを前チームから引き入れた他、父のウルヴァリンに扮するダケン、キャプテン・マーベルに扮するマーベル・ボーイ（ノー・ヴァー）、ミズ・マーベルに扮するムーンストーン、ホークアイに扮するブルズアイ、スパイダーマンに扮するヴェノムがメンバーとなった。

### 2010年代

#### "Heroic Age"
「ダーク・レイン」を終わらせた「Siege」のストーリー完結後、4誌全て（『マイティ・アベンジャーズ』、『ニューアベンジャーズ』、『ダーク・アベンジャーズ』、『アベンジャーズ: ジ・イニシアチヴ』）がキャンセルされ、そして2010年5月より新たなオンゴーイングシリーズである『アベンジャーズ』が刊行された。チームメンバーは第1号で明らかにされ、ソー、ホークアイ、スパイダーマン、ウルヴァリン、キャプテン・アメリカ、スパイダーウーマン、アイアンマン、そしてリーダーはマリア・ヒルであった。

## 主なキャラクター

### 主要メンバー

#### ビッグ3
アベンジャーズの中核を成すメンバーであり、「ビッグ3」と呼ばれる。
スティーブ・ロジャース / キャプテン・アメリカ（Captain America）
第二次世界大戦時代にナチス・ドイツや大日本帝国相手に戦ったヒーロー。大戦終結直前にナチスの核ミサイルを阻止する際に北極の海に投げ出され、死亡したと思われていた。1960年代になってサブマリナーによって仮死状態（冷凍睡眠）で発見され復活。その卓越したリーダーシップにより、アベンジャーズのリーダーとなる。
愛国者でアメリカのために戦うため兵に志願したが、ひ弱な青年であったため叶わなかった。その後超人兵士計画に志願し、超人血清の力で人間としては最高レベルの運動能力を与えられる。その豊富な経験や知識、機転を生かして戦う。また、特殊合金ヴィヴラニウム製の円形のシールドは軽量かつ非常に頑丈で、フリスビーのように投擲する攻撃も得意。自分が生きていた1940年代と現代とのギャップに戸惑いながら悪と戦い続けている。
ソー（Thor）
アベンジャーズ創設メンバーの一人で、北欧神話の雷神。
父である神オーディンによって謙譲の美徳を学ぶために足の不自由な医師ドナルド・ブレイクに転生させられ、人間界に落とされたが、魔法のハンマー「ムジョルニア」を取り戻したことをきっかけに雷神としての力を取り戻し、ヒーロー活動を始めた。
超人的な怪力・耐久力・魔法のハンマー・ムジョルニアで雷を呼び寄せ、飛行する。
トニー・スターク / アイアンマン（Iron Man）
アベンジャーズ創設メンバーの一人。
若くして大企業の社長にして天才科学者。心臓に受けた銃創のためのペースメイカーとともにバトルアーマーも開発、それを着込んでヒーロー活動を始める。トニー・スタークとしてアベンジャーズに多額の寄付をしている。
そのバトルアーマーには飛行・怪力・両手から放つ光線「リパルサー・レイ」・胸部からのビームなど、最新の技術が満載されている（詳細はアイアンマンのアーマーを参照）。

#### メンバー
ハンク・ピム（Hank Pym）
アベンジャーズ創設メンバーの一人。
天才的頭脳の持ち主にして生化学者。ワスプとは恋人同士。
彼が発見した、物質を縮小させる粒子(ピム粒子)を使って作った薬を体内に注入することによって蟻とほぼ同サイズにまで小さくなることが出来る。その薬には物質を巨大化させる効果も存在する。これらの能力を生かしてヒーロー活動を行っている。何度かコスチュームと名前を変えている。
アントマン（Ant-Man）
最初に活動を開始したときの姿。蟻と心を通わせられるヘルメットを開発し、戦いに際しては落とし穴を掘るなど蟻の大群の力を借りる。
二代目も存在している。縮小能力を持つ。
ジャイアントマン（Giant-Man）
最大約30mまで巨大化することができる。アントマンから直接ジャイアントマン化も可能。巨大化能力。
ゴライアス（Goliath）
コスチュームと名前を変更。巨大化能力。
イエロージャケット（Yellowjacket）
ヘンリーが精神分裂症で人格が変わった姿。武器としてバイオスティング。縮小、および巨大化能力。
ジャネット・ピム / ワスプ（Wasp）
アベンジャーズ創設メンバーの一人。ハンク・ピムの恋人で、父の仇を討つためにハンクから装備をもらい、彼と活動を続けている。
アントマン（ハンク）のものと同じ縮小化薬・虫の翅に似せた飛行ユニット・体内電気を凝縮して打ち出す武器「バイオスティング」を装備している。
ブルース・バナー / ハルク（Hulk）
ガンマ線に被曝したことにより、怒りを感じると緑色の巨人ハルクに変身するようになった科学者。アベンジャーズ創設メンバーだが、チームと折り合いがつかなくなりチーム結成の次の号で離脱する。
怪力、耐久力、脚力。これらの能力は怒りの度合いに比例して増大する。
クリント・バートン / ホークアイ（Hawkeye）
サーカスで育ち、そこで弓矢の腕を身につける。ウェストコースト・アベンジャーズのリーダーを務めたこともある。弓矢の腕前と矢の先端に仕込んださまざまなギミックで戦う。
ワンダ・マキシモフ / スカーレット・ウィッチ（Scarlet Witch）
マグニートーの娘で、クイックシルバーの姉。当初は父についていたが、そのやり方についていけなくなり、クイックシルバーと共にアベンジャーズに入る。
力場を作り出し、ヘックスパワーと呼ばれる力で通常ではありえない事象を起こす現実改変能力。これを駆使すれば、敵を爆発させることも味方を生き返らせることも可能。アベンジャーズメンバーのヴィジョンと結婚。
その能力を暴走させ、地球上から90%以上のミュータントの能力を奪い去る（『ハウス・オブ・M』）。
ピエトロ・マキシモフ / クイックシルバー（Quicksilver）
スカーレット・ウィッチの弟。姉思いの性格で、姉と共にアベンジャーズに入る。
音速で動くことができる。

### その他のメンバー
ティチャラ / ブラックパンサー（Black Panther）
アフリカの国ワカンダの国王。1万年の歴史を持つクロヒョウを模した服を纏い戦う「ブラックパンサー」のアイデンティティを実力で継いだ。ワカンダの最大の資源は限界まで振動と運動エネルギーを構成分子内に吸収して硬度を増す金属「ヴィブラニウム」であり、クロヒョウを模したスーツの繊維にも内包され高所からの着地や銃弾等の防御を可能としている。服には南極産ヴィブラニウム「アンチメタル」製の爪が両手の指先部分に、光を調整し暗視を実現するレンズが両目部分にある。ティチャラは6分水中に潜った記録を持ち、幼少時から戦士として育てられオリンピックの金メダリスト並の反射神経・軽快さ・スピード・筋力を持つ。X-メンのストームと結婚し、女神バストの力で死んだ先祖のブラックパンサー達の知識・経験等を必要な時に得られるようになった。
ヴィジョン（Vision）
偽名：ビクター・シェイド
ウルトロンの企みによって作られたアンドロイド。機械であるにもかかわらず、自己犠牲の精神と優しい心を持っているため、ウルトロンを裏切ってアベンジャーズに加入する。体の分子構造を変え、非実体化して空を飛んだり、重く硬くなることができる。
スカーレット・ウィッチと機械と人間の壁を越えて結婚していたが、彼女の能力の暴走により死亡。
ハーキュリース（Hercules）
ギリシャ神話の半神ヘラクレス（ハーキュリースとはヘラクレス「Hercules」の英語読み）。
豪放磊落な性格で、ソーとは友情で結ばれている。
ソーにも劣らぬ怪力を持ち、魔法の金属“アダマント”でできた武器のメイスはムジョルニアとも互角の力を持つ。また円盤投げ、レスリングなどの古代ギリシャのスポーツにも長けている。
ナターシャ・ロマノフ / ブラック・ウィドウ（Black Widow）
ハンク・マッコイ / ビースト（Beast）
X-メンのメンバー。70年代後半にはスカウトされ、アベンジャーズの中心メンバーとして活躍していた。
ジーン・グレイがダーク・フェニックスと化してX-メンがピンチに陥った際、アベンジャーズの仲間に無断でチームを抜け、X-メンを助けた。以後、再びX-メンとして活躍している。

### 敵（ヴィラン）
ロキ（Loki）
アスガルドの支配を企むソーの義弟。幻覚を見せる魔法を使い、敵を操る。
征服者カーン（Kang）
タイムマシンを操る未来人。
ウルトロン（Ultron）
Dr. ピムが開発したアダマンチウム製のロボット。壊される度に性能が強化されて再起動する。
オンスロート（Onslaught）
人類への絶望が生んだ凶悪なミュータント。
タスクマスター（Taskmaster）
髑髏の仮面がトレードマークの傭兵。多額の報酬のためならば、どこの陣営にも就く。見た技術を完璧に記憶でき、様々なヒーローの射撃術・体術・白兵戦技術を覚えているが、副作用で私生活の記憶・経験を忘れてしまう（知識・技術の習得量と私生活の記憶・経験の忘却量は比例する）。育成技術に長け、指導者としても仕事を請負う。
正体は人間の手続き記憶の機能を強化するよういじられた親衛隊大尉で、副腎ステロイドコルチゾールを注入され宣言的記憶に損傷を負った。

#### マスターズ・オブ・イーヴル
ハインリッヒ・ジーモ / バロン・ジーモ（Baron Zemo）
ナチスドイツの兵器開発責任者で、殺人光線「デス・レイ」や強力接着剤「アドヒシヴX」などを開発して戦時中のキャプテン・アメリカを苦しめた。

### その他のキャラクター
エドウィン・ジャービス（Edwin Jarvis）
スターク家の執事。アイアンマンがスターク邸をアベンジャーズ基地として提供したため、アベンジャーズメンバーにも執事として仕えている。
ニック・フューリー（Nick Fury）
アメリカの秘密組織S.H.I.E.L.D.の長官で、超人の関わる事件に数多く対処している、眼帯と葉巻がトレードマークな渋い男。そのためアベンジャーズやその他のヒーロー・ヴィランに関わることが非常に多い。
第二次世界大戦の時には軍曹として数々の戦功を挙げていた。彼本人は超人ではないが、超人血清の効力で普通の人間より長命になっている。

## その他のバージョン

### 1950年代のアベンジャーズ
1977年に出版された「What if the Avengers fought evil in the 1950s?（もしもアベンジャーズが1950年代で悪と戦っていたら?）」では1950年代の「アベンジャーズ」として「エージェント・オブ・アトラス」が登場した。チームはマーベル・ボーイ、ビーナス、3Dマン、ゴリラマン、ヒューマン・ロボット（M11）、ジミー・ウー、ネイモラ、およびジャン・オブ・ザ・ジャングルから成り、ほとんどは1950年代に実在したヒーローであるが、3Dマンは1977年になって新規に設定された「1950年代のヒーロー」である。この時点ではあくまでも「What if」シリーズの番外編だった。
しかし、1998年になってイモータスにより消滅させられた並行世界に存在していた という設定が付加され、3Dマンとジャンの抜けた後のグループは、正史世界の現代にやってきた。

### アベンジャーズ・ネクスト
MC2と呼ばれる時空では、アベンジャーズは解散し、アベンジャーズ・マンションは博物館となった。その後エドウィン・ジャービスの呼びかけにより、次世代のヒーローたちによる新たなアベンジャーズが結成された。メンバーの多くは元アベンジャーズだったヒーローたちの子供たちである。

### アルティメッツ
現行のマーベル・コミックの世界観（マーベル・ユニバース）は、戦前から連綿と続いている上に、地獄・北欧神話の世界・果ては無限に存在する異世界によって成り立つ世界観となっている。
商業上の都合から人気キャラが死亡しても一定の期間がたつと「死んだのはクローンで、本物は生きている」や、「死後の世界から帰ってきた」といった設定で復活してしまう。新規ファンの獲得が難しく、また、昔のセンスでデザインされたコスチュームや設定を現代の目で見ると難がある。
そのため、現行のマーベル・ユニバースとは別に、アルティメット・ユニバースという新しい世界観を舞台にしたコミックシリーズが2000年9月から新たにスタートした。このシリーズでは各キャラクターのコスチューム・設定・世界観ストーリーの内容等が現代風にアレンジされ、全く独立したストーリー展開で新規ファンの獲得を狙っている。
その内の一つがアベンジャーズを元にした『アルティメッツ』である。アメリカの秘密組織 S.H.I.E.L.D. に所属する、ニック・フューリー率いる超人特殊部隊という設定になっており、メンバーはキャプテン・アメリカ、ソー、アイアンマン、ジャイアントマン、ワスプ、後からホークアイ、クイックシルバー、スカーレット・ウィッチも加入している（ハルクは変身すると分別が付かなくなるため、現在隔離されている）。
ミニシリーズである『Ultimates Vol.1』『Ultimates Vol.2』『Ultimates2 Vol.1』『Ultimates2 Vol.2』までが刊行され、『アルティメット X-メン』や『アルティメット スパイダーマン』でもゲスト出演、スパイダーマンと競演したクロスオーバー『Ultimate Six』等も刊行されている。以下、月間シリーズこそないが事あるごとにミニシリーズが刊行されている。

### ハウス・オブ・M: アベンジャーズ
スカーレット・ウィッチが創造したミュータントが人間の上に立つ並行世界では、ルーク・ケイジが人間を守るために戦うために、（ミュータントパワーではない）スーパーパワーを持った人間のチームを結成する。

## MCU版
ニック・フューリーが外宇宙の脅威から地球の平和を守るために提唱した“アベンジャーズ計画”によってリクルートされた特殊能力及び優秀な技能を持つ超人ヒーローやスパイたちによる地球のスーパーヒーローチーム。2012年の“ニューヨーク決戦”で結成されて以降、各々の理由からの一時的な脱退や、新ヒーローの加入などにより、構成や人数は度々変遷している。サノスとの最終決戦以降、主要ヒーロー達の死亡や引退・各地への離散による影響で、事実上解散状態となってしまったが、キャプテン・アメリカを正式に継承したサムとファルコンを襲名したホアキン・トレスによって再結成へと乗り出した。
本項は、“アース616”（正史の宇宙）におけるアベンジャーズを主軸として表記する。

### 基地施設
アベンジャーズ・タワー（Avengers Tower）
登場作品：『キャプテン・アメリカ/ウィンター・ソルジャー』、『アベンジャーズ/エイジ・オブ・ウルトロン』、『ドクター・ストレンジ』、『スパイダーマン:ホームカミング』、『ホワット・イフ...?』シーズン1第8話、『サンダーボルツ*』
アメリカのニューヨークの“スターク・タワー”をトニー・スターク/アイアンマンが改修してアベンジャーズの最初の本部施設となった超高層ビル。上層の外部には“クインジェット”の発着設備と“アイアン・レギオン”の発着口が備わり、内部には格納庫や3ヶ所のラボ、広大なラウンジ、会議室、休憩室、トレーニングジムが建てられるなど、アベンジャーズのメンバーに必要な設備が多数構えられている。
トニーは“スターク邸”を破壊されると、キリアン打倒後にここを新たな邸宅として引っ越す。
2015年時にはここでパーティーや、覚醒したウルトロンの戦線布告が行われたほか、ヴィジョン誕生の場にもなった。ウルトロン打倒後に、本部機能は新たに構えられた後述のアベンジャーズ・コンパウンドに移転する。
2016年時には、トニーがタワー自体を売却したため、アベンジャーズ・コンパウンドへ物資を全て移転させるための引越し作業が行われており、作業の管理の担当となったハッピー・ホーガンが忙しない様子を見せる。
以降はアベンジャーズやその近親者たちが直接関与した描写は無い。
その後の経緯は不明だが、ホワイトハウスでレッドハルクが起こした事件の後には、ヴァレンティーナが自身が推し進める“セントリー計画”の為に購入した事が判明し、“ウォッチ・タワー”と名を変えている。ニューヨークでボブの裏の人格"ヴォイド"が猛威を振るった事件の後、バッキー達サンダーボルツ改め、ニュー・アベンジャーズの拠点となる。
アース29929におけるアベンジャーズ・タワーは、この宇宙におけるウルトロンに占領され、彼の一時的な拠点として利用されてしまう。
アベンジャーズ・コンパウンド（Avengers Compound）
登場作品：『アベンジャーズ/エイジ・オブ・ウルトロン』、『アントマン』、『シビル・ウォー/キャプテン・アメリカ』、『スパイダーマン:ホームカミング』、『アベンジャーズ/インフィニティ・ウォー』、『キャプテン・マーベル』、『アベンジャーズ/エンドゲーム』、『ワンダヴィジョン』
2015年のウルトロンとの戦いの後に、ニューヨーク州北部の“スターク・インダストリーズ”の倉庫を改装して新設された、アベンジャーズの新本部基地施設。アベンジャーズのヒーローやサポーターたちのほか、多数のスタッフが勤務しており、施設本棟にはアベンジャーズのヒーローの私室や、ガラス張りの応接室、キッチン、トレーニングジム、格納庫などが構えられ、複数のクインジェットも駐機されていることが確認できる。さらに有事の際には、「バーンドア・プロトコル起動」の指示で棟内の全防火シャッターを一斉に閉鎖可能。
まだ本部機能が移転して間もない頃に、スコット・ラング/アントマンはハンク・ピムの指示を受け、“信号デコイ”を奪取するために旅客機から羽アリの大群と共にここへ侵入。駆けつけたサムと小競り合いとなるも、信号デコイ奪取に成功する。
2016年時点で、アベンジャーズ・タワーからの移転作業が終盤に差し掛かっており、ワンダ・マキシモフ/スカーレット・ウィッチがテレキネシス能力でヴィジョンを抑えたことで、施設内の天井や床に大穴が空いたこともあったが、後に周辺施設が増築された。そしてトニーたちが、ピーター・パーカー/スパイダーマンをここへ招待してアベンジャーズ加入を認め、“アイアン・スパイダー・スーツ”の贈呈と、50人の記者団が待機する前で加入会見を執り行おうとしたが、ピーターからアベンジャーズ加入を断られた。
2018年には、“ソコヴィア協定”の廉で失踪していたスティーブたちが、ここにいるジェームズ・“ローディ”・ローズ/ウォーマシンと合流するべく帰還。“インフィニティ・ストーン”を全て入手したサノスが全宇宙の生命の半分を消し去った後、フューリーが消滅直前に信号を発信させたポケベルが届けられ、信号を受信したキャロル・ダンヴァース/キャプテン・マーベルが消滅を免れたヒーローたちと邂逅し、宇宙を漂流していたトニーとネビュラもここに保護された。
5年後の2023年にはナターシャ・ロマノフ/ブラック・ウィドウが住居としながら、各地の戦友たちと活動状況などを定期報告し合っており、スコットが量子世界から帰還したことがきっかけとなって消滅を免れたヒーローたちが再集結し、“タイム泥棒”のための拠点として稼動され、格納庫には新開発された“量子トンネル”が設置された。
ヒーローたちによって作戦は成功したが、2014年世界のサノスの群勢も現代に現れ、彼らの宇宙船である“サンクチュアリII”からの爆撃によって本施設は完全破壊されてしまった。そして本施設跡地はそのまま、アベンジャーズをはじめとするヒーローたちとサノスの群勢の最終決戦の場となる。
決戦後、 スティーブたちが6つのインフィニティ・ストーンと“ムジョルニア”を元の時代に返すためのタイムトラベルに取り掛かっていた傍らで、瓦礫の撤去作業が行われている。その後の詳細は不明。

### メンバー
トニー・スターク / アイアンマン
大富豪の天才発明家兼慈善家。自身が開発した最新鋭のパワードスーツ“アイアンマン・アーマー”を装着し、アイアンマンとして戦う。アベンジャーズ結成時からのメンバーにして共同リーダーであり、チームの活動資金の提供や、新装備の開発も一手に担当する。サノスとの最終決戦にて、インフィニティ・ストーンを使ってサノスとその軍勢を自分の命と引き換えに消滅させ、仲間達に看取られながら命を落とす。
スティーブ・ロジャース / キャプテン・アメリカ（初代）
第二次世界大戦中に超人血清によって肉体を強化され、秘密結社“ヒドラ”と戦い母国アメリカを救うも、消息不明となり、後の世にアメリカの英雄キャプテン・アメリカとして名を残す超人兵士。アベンジャーズ結成時からのメンバーにして共同リーダーであり、数多くの戦いで仲間たちの中心格として活動する。サノスとの最終決戦後、インフニティ・ストーンとムジョルニアを元あった時代に返すと、自身の人生を生きる為に過去に残り、2023年の世界に年老いた姿で戻り、サムに自身の盾を授けて、引退する。
ソー
北欧神話の雷神“トール”のモデルであり、神々の国“アスガルド”の王オーディンの息子。アベンジャーズ結成時からのメンバーである。
サノスとの最終決戦後は地球を離れ、現在はゴアの娘ラブと二人で、宇宙各地の問題や争いをヒーローとして解決するべく宇宙を旅している。
ブルース・バナー / ハルク
ガンマ線を大量に浴びたことで、感情の高ぶりに呼応して緑色の大男ハルクに変身する体質になった天才生物学者。アベンジャーズ結成時からのメンバーである。2018年のサノスとの戦いの後には、18ヶ月間“ガンマ・ラボ”で自身の頭脳とハルクの筋力を融合させ、その結果、両者の中間のような肉体とブルースの人格を保った状態である“スマート・ハルク”となった。
サノスとの最終決戦後は、従姉妹であるジェニファー・ウォルターズ / シー・ハルクにパワーの訓練を施し、その後ソーと同様に地球を離れて宇宙を旅している。
ナターシャ・ロマノフ / ブラック・ウィドウ（初代）
元S.H.I.E.L.D.”のエージェントにして、ブラック・ウィドウのコードネームを持つ“レッドルーム”出身の女スパイ。アベンジャーズ結成時からのメンバーであり、時には共同リーダーも務める。
タイム泥棒作戦にて、2014年の惑星“ヴォーミア”へクリントと共に向かい、ソウル・ストーンを手に入れるために崖から身を投げて死亡する。
クリント・バートン / ホークアイ（初代）
元S.H.I.E.L.D.のベテランエージェントにして、ホークアイのコードネームを持つ弓術の達人。アベンジャーズ結成時からのメンバーである。
サノスとの最終決戦とトラックスーツ・マフィアとの戦いの後に自分の役割をケイト・ビショップへと継承させてヒーローを引退し、家族と共に実家で隠居生活を送っている。
ジェームズ・“ローディ”・ローズ / ウォーマシン
アメリカ空軍の軍人にして、トニーの親友兼相棒。アイアンマン・アーマーと同等のパワードスーツである“ウォーマシン・アーマー”を身にまとって戦う。ウルトロンとの戦いの後にアベンジャーズへ正式に加入する。
サム・ウィルソン / ファルコン → キャプテン・アメリカ（3代目）
元アメリカ空軍の落下傘兵にして、スティーブの現代における親友兼相棒。ウィングパック“EXO-7ファルコン”を駆使して戦う。ウルトロンとの戦いの後にアベンジャーズに加入する。
サノスとの最終決戦後にスティーブから盾を託され、フラッグ・スマッシャーズとの戦いの後に“キャプテン・アメリカ”の名と盾を正式に継承する。ホワイトハウスでの事件後、新たなリーダーとしてアベンジャーズの再結成に乗り出す。
ヴィジョン
ウルトロンが開発したインフィニティ・ストーンの一つである“マインド・ストーン”を埋め込まれた“ヴィブラニウム”製の人工肉体に、トニーの“電脳執事”だった後述の人工知能“J.A.R.V.I.S.”が移植されて誕生した人造人間。ウルトロンとの戦いの後にアベンジャーズに加入する。
2018年のサノスとの戦いにて、サノスにまともな抵抗もできないまま額からストーンを剥ぎ取られ、絶命する。
その5年後、S.W.O.R.D.のタイラー・ヘイワードによって遺体は知覚兵器に改修され、ザ・ヴィジョン（ホワイトヴィジョン）として復活を果たす。しかし、ヴィジョン（カオス・マジック）の力によって本来の記憶を取り戻した直後に何処かへと飛び去り、消息を絶つ。
ワンダ・マキシモフ / スカーレット・ウィッチ
ヒドラが行っていたセプター（マインド・ストーン）を用いた人体実験でテレキネシス、マインドコントロールなどの特殊能力を得た、ソコヴィア出身の強化人間。ウルトロンとの戦いの後にアベンジャーズに加入する。
サノスとの最終決戦後に、ウエストビューでの一件にて、至高の魔術師(ソーサラー・スプリーム)を遥かに凌駕する魔力を持つ伝説の魔女；“スカーレット・ウィッチ”へと覚醒を遂げる。アメリカ・チャベスを巡る戦いの後に、ワンダゴア山を破壊し瓦礫の下敷きになってしまうが、その後の消息は不明。
ピーター・ベンジャミン・パーカー / スパイダーマン
放射能を浴びたクモに噛まれた影響で、クモに由来する特殊能力を得たことから、“親愛なる隣人 スパイダーマン”と称して生活圏であるニューヨークのクイーンズを中心に活躍する高校生ヒーロー。サノスとの戦いの際に、トニーから正式にアベンジャーズの一員として認められる。
スコット・ラング / アントマン
元泥棒でもあるシステムエンジニアにして、2代目アントマン。アベンジャーズの内乱時にスティーブたちと共闘した縁と、デシメーションを免れたヒーローたちに量子世界を応用したタイムトラベルの可能性を導き出したことから、アベンジャーズへ正式に加入する。
ロケット
ガーディアンズ・オブ・ギャラクシー結成時からの一員である、違法な遺伝子操作でアライグマの姿に改造された元賞金稼ぎ兼傭兵。デシメーションを免れたヒーローたちと協力した縁から、タイム泥棒の際に一時的にアベンジャーズへ加入する。
ネビュラ
サノスにより殺し屋として育成・サイボーグ化された“ルフォモイド人”にして、ガーディアンズ・オブ・ギャラクシーの一員であるガモーラの義妹。ロケットと共にデシメーションを免れたヒーローたちと協力した縁から、タイム泥棒の際に、ロケットと同様一時的にアベンジャーズへ加入する。
ホアキン・トレス / ファルコン（2代目）
サムの友人で協力者であるアメリカ空軍情報将校中尉。フラッグ・スマッシャーズとの戦いにて、サムからスーツと装備を託され、“ファルコン”を襲名する。
ホワイトハウスでの事件後、サムと共にアベンジャーズの再結成へと乗り出す。

### ツール・テクノロジー
アイアンマンのツール・ビークル
トニー・スターク/アイアンマンは、自ら開発し装着するパワードスーツの“アイアンマン・アーマー”各種を中心に、数々のハイテクツールを駆使する。

ブルース/ハルクのアイテム・武器
ブルース・バナー/ハルクは、常用するアイテムを保有するイメージは薄いが、特製インナーの“ハルク・パンツ”や、惑星“サカール”のハンマー&大斧などを使っている。

ウォーマシンのツール・ビークル
ジェームズ・“ローディ”・ローズ/ウォーマシンは、親友のトニーが開発したパワードスーツの“ウォーマシン・アーマー”を装着し、時には複数の銃器なども使用する。

ブラック・ウィドウのツール・ビークル
ナターシャ・ロマノフ/ブラック・ウィドウは、万能リストバンドの“ウィドウズ・バイト”を中心に、近接戦用の武器やハンドガンも多用する。

ソーの武装・アイテム
ソーは、全能のハンマーの“ムジョルニア”や“ストームブレイカー”など“ドワーフ”製の武具を中心に愛用し、場合によって外宇宙のアイテムなども装備する。

ホークアイの武器
クリント・バートン/ホークアイは、万能矢の“トリック・アロー”と、対となる特殊機能付きリカーブボウを主武装とし、時にはハンドガンや白兵戦用のさまざまな武器を駆使する。

キャプテン・アメリカの装備・ビークル
スティーブ・ロジャース/キャプテン・アメリカは、後述の“キャプテン・アメリカの盾”、“ユニフォーム”を主に愛用し、作戦によってはスパイツールも行使する。

ファルコン → キャプテン・アメリカ（3代目）の装備
サム・ウィルソン/ファルコンは、高性能ウィングパックの“EXO-7ファルコン”、“スマート・ゴーグル”などを主装備とする。後に、後述の“キャプテン・アメリカの盾”をスティーブから正式に継承し、行使するようになる。

スパイダーマンのツール
ピーター・パーカー/スパイダーマンは、クモの意匠をイメージした“スパイダーマン・スーツ”や、ウェブ（クモ糸）発射器の“ウェブ・シューター”を主装備とする。

アーク・リアクター
ハワード・スタークが発明した半永久発電機関。現代ではトニーによって小型化に成功され、彼の心臓保護に使用したり、アイアンマン・アーマー各種及びウォーマシン・アーマー各種と“アイアン・パトリオット”に動力炉として搭載される。
J.A.R.V.I.S.（ジャーヴィス）
登場作品：『アイアンマン』、『アイアンマン2』、『アベンジャーズ』、『アイアンマン3』、『アベンジャーズ/エイジ・オブ・ウルトロン』、『ホワット・イフ...?』シーズン1第6話
トニーが開発した最新鋭人工知能。“J.A.R.V.I.S.”とは、Just.A.Rather.Very.Intelligent.System.の頭文字をとって付けられた略称。高度な会話プログラムにより、単調な男声で会話する“電脳執事”と言うべき存在。スターク邸のセキュリティ管理から、トニーの趣味であるホットロッド組立・アイアンマン・アーマーの製作補助まで幅広くトニーをサポートする。トニーがアイアンマンとして活動する際にはワイヤレス回線でオンライン連携を取り、トニーの指示に沿ってアイアンマン・アーマーの内部メカニズムを制御している。極めて優秀な人工知能だが、自発的な行動を苦手とし融通が利かない面も見られる。それでも時にはトニーに注意したり、軽く皮肉を呟くこともある。
“スターク・エキスポ”時には、開会セレモニーを成功させ、公聴会も問題無く閉幕させたトニーを祝福・賞賛し、イワンとアントンのヴァンコ親子のプロフィールも調査した。トニーがアーク・リアクター用の新元素生成に成功した際も褒め称えたが、ヴァンコの連絡先の逆探知と、遠隔操作されたウォーマシン・アーマー マーク1の再起動には失敗している。
ロキがスターク・タワーを占拠した際には、アーク・リアクターを停止させたり、核ミサイルをワームホールへ押し込もうとする決死のトニーに、ペッパー・ポッツへの連絡を提案して、電話を繋ぐ気遣いなども見せる。
半年後にはアイアンマン・アーマー マーク42の開発補助や、“マンダリン”の情報提供、ハッピーが巻き込まれた爆破現場をホログラムで再現して現場検証をサポートした。しかしスターク邸襲撃の際に、水没して窒息寸前だったトニーを苦手な機転を利かせて救出したが、自身もシステムに損傷を受けたためトニーが装着中のマーク42を、スターク邸襲撃前にフライト準備をしていた“ローズヒル”へ誤って飛ばし、故障を自己診断してシステム復旧のために休止してしまう。それからはハーレー・キーナーの自宅で休息しながらも電話越しにトニーへ連絡し、“エクストリミス・ソルジャー”との戦いでは“アイアン・リージョン”を操作する。だがシステムが復旧したものの、ローディや敵に軽妙な挨拶をし、熱源と“エクストリミス”を探知して敵への攻撃を命じられたとは言え、アイアンマン・アーマー マーク8にペッパーを攻撃させるなど、システム損傷の障害による挙動が幾つか見られた。
アベンジャーズの対ヒドラ戦では、ヒーローたちの戦闘サポートを行い、トニーたちのウルトロン製造も補助したが、覚醒したウルトロンにより一度プログラムをほとんど破壊されてしまう。しかし、記憶データを捨ててネット上に逃げ延びることで難を逃れ、核発射コードを守るためにプログラムの一部分のみ密かに稼働させ続けて、核発射コードのパスワードを変更し続けていた。そしてトニーとブルースによって、回収されたヴィブラニウム製のボディに移植され、ヴィジョンとなる。
キャプテン・アメリカの盾（Captain America's Shield）
登場作品：『キャプテン・アメリカ/ザ・ファースト・アベンジャー』、『アベンジャーズ』、『キャプテン・アメリカ/ウィンター・ソルジャー』、『アベンジャーズ/エイジ・オブ・ウルトロン』、『シビル・ウォー/キャプテン・アメリカ』、『アベンジャーズ/エンドゲーム』、『ファルコン&ウィンター・ソルジャー』、『ホワット・イフ...?』シーズン1第2・3・6・8・9話、『キャプテン・アメリカ:ブレイブ・ニュー・ワールド』
“キャプテン・アメリカ”の名を冠するヒーローのトレードマークである円盾。第二次世界大戦中、スティーブが盾を使う事にこだわっていると知ったハワードが、同僚と共に所有していたヴィブラニウムを全て注ぎ込んで試作した。当時はヴィブラニウムがレアメタルと周知されていたため通常使用はできず置きっぱなしになり、他の素材かつ数種類の形状で電気ショック継電器などの装備品を搭載した盾が製作されたが、この円形盾をスティーブが見つけて気に入り使用される事になった。これ以降スティーブは、精鋭部隊“ハウリング・コマンドーズ”結成から現代まで、この盾を長く愛用する。
そのデザインには、星条旗があしらわれ、直径は2.5フィート（約76.2cm）、重さは同等サイズの鋼の盾よりも三倍軽い12ポンド（約5.4kg）である。
衝撃を吸収する作用があり、高温や放射線などへの耐性が非常に高く、ヒドラのビームパルスガンすら受け付けない。高い硬度を活かして、防具としてだけでなく打撃・投擲武器としても多用され、優れた攻撃力と破壊力を発揮する。投擲の際にスティーブは、投げ方や盾の弾道、敵や周囲に立つ物に命中させた時の跳ね返りの軌道を瞬時に計算し、自分の手元に戻って来るように投げつける。また、足元に転がった際には、勢いよく踏みつけ、その反動で手元に浮かばせてキャッチすることもある。
しかしこの盾は、誰にでも使いこなせる代物ではなく、常人だった頃のバッキー・バーンズが咄嗟に敵の強力な攻撃をこの盾で防いだ際は反動で吹き飛んでしまったことから、超人兵士であるスティーブや、彼に匹敵する強靭な肉体を持つ者にこそ活用できると言える。だが現代では、“ウィンター・ソルジャー”となったバッキーのほかにもクリントやナターシャもこの盾を一時的に使用したり、スティーブに投げ渡す場面がある。
スティーブがS.H.I.E.L.D.に加入し、“S.T.R.I.K.E.”との共同任務に携わった際に、灰色に近い青で塗装された。
また、アイアンマンの“リパルサー・レイ“やソーのムジョルニアの一撃も防げる性質から、リパルサー・レイ及びムジョルニアで打たせて発生させた衝撃波を直径数メートルの周囲に反射するという連携攻撃が可能で、ニューヨーク決戦・2度にわたるソコヴィア戦・サノスの群勢との最終決戦で披露された。
“アベンジャーズの内乱”時には、ライプツィヒ・ハレ空港での戦いでピーターがウェブで奪い取って右腕に保持しながら自己紹介した挙句にスコット・ラング/アントマンに取り返されたり、ティ・チャラ/ブラックパンサーが着用する“ブラックパンサー・スーツ“のヴィブラニウム製鉤爪攻撃で大きな傷跡を残すなどの一幕もあり、ヒドラのシベリア基地でスティーブは、トニーの強い訴えを呑んで手放す。
その後、長らくトニーが保管していたが、“タイム泥棒”の実行直前に彼とスティーブが和解した際に、傷を補修した上で再びスティーブに返還された。2014年からタイムトラベルしてきたサノスとの一騎打ちの際に、相手の猛攻で遂に割られてしまうものの、戦いの終結後に行ったタイムトラベルの旅から帰還したスティーブは、過去の時代から持参したこの盾をサムへ受け継がせる。
数ヶ月後、サムはこの盾を一度も行使することなく、アメリカ政府に贈呈した。だが、それも間もなく政府から新たなキャプテン・アメリカに任命されたジョン・ウォーカーに託され、彼の武器となった。ウォーカーは走行中のトラックから車道へ落とされて地面に激突する直前のレマー・ホスキンス/バトルスターに向かって投げ込み、彼を衝撃から防ぐ緩衝剤として使ったこともあったものの、防具として行使するよりも殴打や投擲などの直接攻撃に振るうことが多く、“フラッグ・スマッシャーズ”との連戦の最中、追い詰めたニコをこの盾で惨殺してしまった。
この直後にサムはバッキーと力を合わせてウォーカーに挑み、死闘を制して盾を奪還。そしてサムはこれを使いこなすための自主トレに励み、ニューヨークの会議場を襲撃したフラッグ・スマッシャーズの前に“キャプテン・アメリカ”として立ちはだかると、スティーブのように攻防バランス良く用いることに加え、ウィングパックによる高速飛行を利用して前方を飛ぶ盾に追いついてキャッチしたり、超人的パワーを持たない点を補うために高速飛行中の前転による勢いを付けながら盾を投擲したり、ウィングパックの湾曲した両翼と合わせてシェルターのような防壁を組むなど、独自の使用法を披露する。
“アース21818”では、“ノーウェア”にあるコレクションルームにおいて、タニリーア・ティヴァン/コレクターがコレクションする武器の一つとしてワンシーンのみ登場する。
アイアン・レギオン（Iron Legion）
登場作品：『アベンジャーズ/エイジ・オブ・ウルトロン』
アイアンマン・アーマーを模した量産型ドローン。青と白のツートンカラーで、計5機が登場し、ボディにナンバリングが施されている。アイアンマンやウォーマシンとほぼ同等の方法で飛行し、両腕から発射される小型ミサイルを主武装とするが、基本的な使用用途は民間人の避難誘導の指示や捕虜の連行など、アベンジャーズの後方支援である。
ソコヴィアでは、アベンジャーズに対するヒドラの反撃の余波が市街地に及んだため、住民たちの避難誘導と、投降したヒドラの兵士たちの確保を行なったが、前者ではナンバリング03の機体は住民に酸入りの瓶をぶつけられてしまった。“アベンジャーズ・タワー”へ帰投後にはウルトロンに乗っ取られ、全機強奪されてしまい、アベンジャーズの面々に襲いかかる。皮肉にもセプターを奪った1機を除いて、ヒーローたちに破壊される。
ヴェロニカ（Veronica）
登場作品：『アベンジャーズ/エイジ・オブ・ウルトロン』
トニーがブルースと共同で設計・開発したハルクバスターを運用するための支援モジュール。トニーの指示で人工衛星からトニーの下へ射出され、現地の上空で浮上・待機する。モジュール本体の内部には、予備のものを含めたハルクバスターの全パーツと、スターク・インダストリーズのロゴが入ったハルク用ケージのパーツが搭載されており、前者はハルクバスターの使用時や破損部の交換時にトニー/アイアンマンへ、後者はハルク捕縛時にハルクへそれぞれ放出される。ケージはハルクのパワーでも破壊が困難なほど強靭で、内部に捕らえたハルクに放電する機能も備わる。
タイムスペースGPS（Time-Space GPS）
登場作品：『アベンジャーズ/エンドゲーム』
アベンジャーズのタイム泥棒の際に用意されたナックルガード型GPS装置。時間遡行を試みる者は、これを身に付けてタッチ操作で遡行先の年月日を入力することにより、後述のピム粒子や量子スーツとの作用で“量子世界”を通過してタイムトラベルすることが可能となる。これに加えて、時間遡行者を量子世界の通過で発生するEPRパラドックスによる幼児化や老化から防ぐ機能も有している。
スティーブたちのタイム泥棒に足りない理論を導き出したトニーによって開発され、作戦に参加するヒーロー全員に支給。腕時計のように各人は利き手と反対の手に装備したが、ネビュラのものは2014年時の彼女に奪われて、当時のサノスの群勢のタイムトラベルに利用されてしまう。
量子スーツ（Advanced Tech Suit）
登場作品：『アベンジャーズ/エンドゲーム』
タイム泥棒で運用された気密服。その外観は“アントマン・スーツ”や“ワスプ・スーツ”を彷彿させるが、白を基調色とし、ナノテクノロジーによって装着者の体型に合わせたスーツ本体とヘルメットを瞬間脱着させる機能や、右腰部にピム粒子の収納ケース、左肩部とヘルメット内側にインターフェースが搭載されているなど、ハンク・ピムによるオリジナル以上の機能を備えている。
ブルースとロケットによってオリジナルの量子スーツを元に新開発され、アベンジャーズに復帰したクリントが試着し、タイムトラベル実験を成功させたことでヒーロー全員に支給される。
ナノ・ガントレット（Nano Gauntlet）
登場作品：『アベンジャーズ/エンドゲーム』
タイム泥棒で集めた6つのインフィニティ・ストーンの力を行使するために、トニー、ブルース、ロケットが開発したアベンジャーズ版インフィニティ・ガントレット。 サノスが左腕に装備していた“ドワーフ”製の“インフィニティ・ガントレット”と異なり右腕用で、アイアンマン・アーマーと同様のカラーリングと機械的な外観をしているが、各指の付け根部分と手の甲にある6つのストーンを収容する穴と、6つ全てのストーンを埋め込むと、ガントレットをはめた指を鳴らすだけで全てのストーンの力を同時に発動させる機能は共通している。また、ナノテクノロジー製であるため、装備する人物の右腕に合わせてサイズも自在に変化する。
トニーたちによって制作されると、ブルースが立候補してガントレットを装備し、ストーンのエネルギーに苦しみながらも“スナップ”を敢行。5年前に消滅した人々や生物を復活させた。その直後に現れた2014年時のサノスの群勢と、アベンジャーズ及び彼らと所縁ある戦士たちの大乱闘において、複数のヒーローたちにより6つのストーンが収まった状態でサノスの手に渡らないようバトンリレーや争奪戦が繰り広げられたが、最終的にサノスが入手・装備し、スナップされてしまった。だがその直前、サノスとの格闘の際、トニーに6つのストーンを奪取されていたためデシメーションは起こらず、逆にトニーがスナップしたことにより、サノスと彼の群勢と共に消滅する。
量子トンネル（Quantum Tunnel）
登場作品：『アベンジャーズ/エンドゲーム』
タイム泥棒のために、トニーとロケットがオリジナルの量子トンネルを元に開発し、アベンジャーズ・コンパウンドの格納庫に設置された新型の量子トンネル。その外観はオリジナルと異なり、トンネル本体部は周囲を四方のスロープと6基の円弧状のスタビライザーに囲われた大型の透明の円形台座となり、大型コイルは本体真上にシャンデリア風に設置された多数のガラス状のパネルに置き換わっている。起動装置のスイッチを入れるとトンネルが展開し、台座に乗った対象を亜原子サイズに縮小させて量子世界へ送る。
2023年にアベンジャーズは、この装置を量子力学を応用したタイムマシンとして運用し、タイム泥棒を展開。作戦に参加したヒーロー全員が量子世界を通過して目的の時間軸にタイムトラベルすることに成功。皆が目的のインフィニティ・ストーンを入手すると、命を落としたナターシャ以外は2023年への帰還も果たした。だが、アベンジャーズの目を盗んだネビュラ（2014年時）の操作によってサノスの群勢（2014年時）を2023年にタイムトラベルさせてしまい、その際に本装置も破壊されてしまった。
サノスの群勢との最終決戦後には、台座状の本体を支える三脚と3基の機械的なスタビライザー、2基のソーラーパネルで構成されるより小型のものが開発され、ブルースの操作で6つのストーンとムジョルニアを元の時代に返還する旅へスティーブをタイムトラベルさせる。
クインジェット（Quinjets）
登場作品：『アベンジャーズ/エイジ・オブ・ウルトロン』、『シビル・ウォー/キャプテン・アメリカ』、『スパイダーマン:ホームカミング』、『マイティ・ソー バトルロイヤル』、『アベンジャーズ/インフィニティ・ウォー』、『アベンジャーズ/エンドゲーム』、『ブラック・ウィドウ』、『ホワット・イフ...?』シーズン1第5・8話
アベンジャーズが保有する特殊航空機。S.H.I.E.L.D.が使用している特殊航空機と同名で、劇中で確認できた武装は機首下部から展開されるGAU-17/Aのみ。具体的な使用用途も同等だが、曲線的なデザインで、ウィングレットの形状など全くの別物である。コクピットには「Jarvis is my co-pilot（ジャーヴィスは副操縦士）」とプリントされたステッカーが貼られ、スターク社製のステルスシステムやJ.A.R.V.I.S.による自動操縦システムが搭載されており、貨物室には負傷者用のベッドや簡易的な医療キット、銃火器各種、オートバイなどが積載されている。乗降用の後部ハッチだけでなく、下部ハッチも備わり、飛行中にオートバイを地上に降ろすこともできるなど、本機はS.H.I.E.L.D.が使用していた機体を上回る性能を誇る。起動にはアベンジャーズに属するヒーローの掌紋認証と登録名の音声入力が必要で、主に操縦した者はトニー、J.A.R.V.I.S.、クリント、スティーブ、サム、ナターシャ。
アベンジャーズ・タワーに配備されてからアベンジャーズが運用するも、ソコヴィアでのウルトロン軍団との決戦ではウルトロンに利用され、アベンジャーズやソコヴィアの一般市民に攻撃を加え、ピエトロ・マキシモフ/クイックシルバーを絶命させてしまった。だが最終的にウルトロンから本機をハイジャックしたハルクを乗せて、どこかへと飛び去る。
アベンジャーズの本部機能がアベンジャーズ・コンパウンドに移ると本機は複数配備され、アベンジャーズの内乱時には、ライプツィヒ・ハレ空港の格納庫に駐機された本機へスティーブとバッキーが大乱戦の末に搭乗。離陸時に障害物を機銃掃射で破壊し、飛び立つことに成功した。そしてそのまま、ヘルムート・ジモが待ち受けるシベリアへと赴いた。
ハルクを乗せて失踪した機体は、ワームホールに吸い込まれてサカールのスクラップ置き場に長く駐機されており、コクピットの装置各種は埃を被っていた。サカールから脱出することを決意したソーが乗り込み、本機を発進させようとしたが、彼を引きとめようとするハルクに後部を破壊されてしまい、飛び立てなくなる。しかし、失踪直前にサカールに辿り着くまでの航行記録映像と共に残されていたナターシャからの通信映像が表示されたことが、ハルクがブルースに戻るきっかけとなった。また、トニーの衣服も置かれており、元に戻ったブルースが着用した。
アベンジャーズの内乱直後には、レッドルームを壊滅させて本格的に潜伏生活をはじめたナターシャへリック・メイソンが本機を1機手配・譲渡し、“ブラック・オーダー”がインフィニティ・ストーンを狙って地球にやってきた際には、指名手配中のスティーブたちがアベンジャーズ・コンパウンドへの帰還時の他、“ワカンダ”への移動にも使っている。
タイム泥棒時には運用されなかったものの、作戦の準備段階では東京へクリントを迎えに行くためにナターシャが、サノスの群勢との最終決戦後には自宅農場への帰宅と愛する家族との再会のためにクリントがそれぞれ運用している。

### 主な支援者・協力者
ニック・フューリー
フィル・コールソン
マリア・ヒル
エリック・セルヴィグ
ヘレン・チョ
ピエトロ・マキシモフ / クイックシルバー
バッキー・バーンズ / ウィンター・ソルジャー / ホワイトウルフ
ティ・チャラ / ブラックパンサー
シュリ
スティーヴン・ストレンジ / ドクター・ストレンジ
ウォン
ガーディアンズ・オブ・ギャラクシー
オコエ
キャロル・ダンヴァース / キャプテン・マーベル
ホープ・ヴァン・ダイン / ワスプ

### 『ホワット・イフ...?』版
アベンジャーズ（アース89521）
“アース89521”におけるアベンジャーズ。メンバーはスティーブ・ロジャース/キャプテン・アメリカ、トニー・スターク/アイアンマン、ナターシャ・ロマノフ/ブラック・ウィドウ、クリント・バートン/ホークアイ、ティ・チャラ/ブラックパンサーの5名。
アベンジャーズ（アース29929）
“アース29929”におけるアベンジャーズ。メンバーはスティーブ/キャプテン・アメリカ、トニー/アイアンマン、ソー、ブルース・バナー/ハルク、ナターシャ/ブラック・ウィドウ、クリント・バートン/ホークアイの6名。
アベンジャーズ（アース51825）
“アース51825”におけるアベンジャーズ。メンバーはスティーブ/キャプテン・アメリカ、キャロル・ダンヴァース/キャプテン・マーベルの2名。

### 各作品での活躍
『アベンジャーズ』
本作で正式に結成され、活動開始となる。
2012年、“ジョイント・ダーク・エナジー・ミッション・ファシリティーズ”にロキが出現して“テッセラクト”を強奪した事態に直面したフューリーは、アベンジャーズ計画を始動し、彼にスカウトされたスティーブと、ナターシャからの依頼を受けたブルースが“ヘリキャリア”に招集され、後にシュトゥットガルトで暴れたロキの対処・連行時にフィル・コールソンからの呼びかけに応じたトニーと、オーディンによって地球に再臨したソーも加わり、テッセラクトとロキの捜索に乗り出すが、一堂に会して間も無い彼らは、ロキの処遇やテッセラクトを利用した“S.H.I.E.L.D.”の兵器開発計画などを巡って衝突してしまった。
だが、ロキに操られたクリントらがヘリキャリアを襲撃すると、ブルース/ハルクとソーの落下もあったが、ナターシャはクリントを正気に戻し、トニーとスティーブはヘリキャリアのタービンエンジンの修理を成功させ、更にコールソンの殉職を知らされて団結。ロキを追ってニューヨークに集合したトニーたちは、現地上空に開かれたワームホールから次々と出現した“チタウリ”の群れや、“リヴァイアサン”の猛威から市民を守りつつ戦いを挑み、その末に敵軍の全滅とワームホールの閉鎖、ロキの捕縛を遂げた。そして後日、一同はテッセラクトとロキと共にアスガルドへ帰郷するソーを見送り、それぞれの場所へと去る。
『アベンジャーズ/エイジ・オブ・ウルトロン』
本作では、ヒドラやウルトロンらとの戦いと共に、ヒーローたちのチーム内での本格的な交流や、新ヒーローの加勢・参入も描写される。
2015年、再集結したトニーたち6人はヒドラのソコヴィア基地を襲撃。敵側の強化人間であるマキシモフ兄妹の不意打ちを受けるも、バロン・ストラッカーの身柄確保とヒドラが保有していたセプターの回収・敵基地の制圧に成功した。
だが、ワンダに自身の不安を増長させられていたトニーがブルースを巻き込んでセプターの中から発見した人工知能を独断で発展させたことから、邪悪な存在として覚醒したウルトロンにJ.A.R.V.I.S.を攻撃され、宣戦布告を受けた挙句にセプターも奪取されてしまった。ヒーローたちはウルトロンから世界を救うために戦うことを決意し、南アフリカではユリシーズ・クロウの手下らや、ウルトロン&マキシモフ兄妹と交戦するも、トニーとクリント以外のメンバーがワンダによって錯乱したり、ヨハネスブルグ市内で暴動と激戦まで繰り広げたことで、ヒーローたちは憔悴し、チームの世論まで悪化させてしまった。
その後クリントの自宅農場に招かれると、フューリーからの情報とブルースの推測で、トニーは“ネクサス”に逃れていたJ.A.R.V.I.S.を取り戻し、ソウルでウルトロンと再戦したスティーブとクリントはナターシャを拉致された代わりに敵から人工生体ボディの奪取すると共に、ウルトロンから離反したマキシモフ兄妹を自分たちに引き入れた。そしてトニーとブルースはJ.A.R.V.I.S.を人工生体ボディに移し、反対するスティーブたちと小競り合いを起こしながらも、“ノルンの洞察の泉”でインフィニティ・ストーンの存在を知ったソーの協力を得てヴィジョンを誕生させた。
そしてマキシモフ兄妹とヴィジョンを加えたヒーローたちは、ナターシャからの報せでソコヴィアに向かい、地球から全人類を滅ぼそうとするウルトロン軍団との一大決戦に臨んだ。ピエトロの犠牲があったものの、戦いは浮上させられたソコヴィアの首都から現地の国民の多くを救い、落下を始めたソコヴィアの首都と全ウルトロンの破壊を遂げたヒーローたちの勝利に終わった。しかし、ブルース/ハルクはヨハネスブルグで暴れたことを気に病んで失踪し、クリントは愛する家族との平凡な生活に専念するため、ソーはインフィニティ・ストーン捜索のため、トニーは今回の一件の贖罪活動に専念するためにチームを脱退した。
それからローディ・サム・ワンダ・ヴィジョンを新たにチームへ加えたスティーブとナターシャは、彼らに訓練の号令をかける。
『シビル・ウォー/キャプテン・アメリカ』
本作では、さまざまな事態が重なることにより、ヒーローたちの対立・分裂・内戦・瓦解が描かれる。
2016年、スティーブ・ナターシャ・サム・ワンダの4人はラゴスにおいて、生物兵器を奪取して逃亡するブロック・ラムロウ/クロスボーンズの一味に挑み、生物兵器確保とラムロウを追い詰めることに成功するも、ラムロウの自爆から油断を突かれたスティーブを救おうとしたワンダのミスで現地にいたワカンダの国民たちが犠牲になり、またしてもチームの世論を悪化させてしまった。
そこに、これまでの事件や戦闘で犠牲者が多数出たことで“ソコヴィア協定”をロスから提唱されたために、賛成派と反対派にヒーローたちで意見が割れ、さらに協定の調印式で発生した爆破テロの実行犯の嫌疑をかけられたバッキーを巡る2度の騒動も相まってスティーブとトニーの関係も一層良くない方向に傾いた。バッキーを救おうとするスティーブとサムは、クリントと彼に連れられてきたワンダとスコットを助っ人に付け、ロスからスティーブたちの身柄確保を命じられたトニー・ナターシャ・ローディは、ピーターとティ・チャラをスカウトし、ヴィジョンも加えて遂にヒーロー同士によるライプツィヒ・ハレ空港での大乱戦が勃発。その結果、サム・クリント・ワンダ・スコットの4名は協定違反でラフト刑務所行きとなって、スティーブたちを逃がしたナターシャも協定違反と見做され失踪し、ローディ・ピーター・ヴィジョンが戦線離脱したためトニーは単身でスティーブたちを追うことになった。
スティーブ&バッキーは、シベリアでトニーと再会し休戦・協力してテロの首謀者であるジモと遂に対峙し捉えようとするが、ジモに見せつけられたバッキーによるスターク夫妻の暗殺時の映像がきっかけとなって、激昂したトニーとスティーブ&バッキーとの死闘へと発展。その末に、トニーを腕づくで静止したスティーブは、バッキーを連れて立ち去ることを決め、トニーと別離することとなった。
ジモはティ・チャラの行動で逮捕されたものの、今回の一件でチームは事実上瓦解し、ヒーローたちも離ればなれとなる。
『アベンジャーズ/インフィニティ・ウォー』
本作では、6つのインフィニティ・ストーンを巡って“宇宙最大の脅威”であるサノスの群勢に挑むために、離散していたチームのヒーローたちが再集結すると同時に、これまでのMCU作品に登場した多数の戦士たちとも共同戦線を張ることになる。
2018年、宇宙でサノスらに遭遇したブルースが地球に帰還したことで彼と再会したトニーや、失踪していたスティーブたちも地球にあるストーンを狙うサノスらが迫りつつあると知らされるが、トニーは敵の先遣役としてニューヨークに現れたブラック・オーダーとの戦闘により、タイム・ストーンの持ち主であるストレンジや居合わせたピーター共々地球を離れてしまった。それでもトニーは覚悟を決めてストレンジとピーターにサノスへの挑戦を承諾させ、向かった惑星“タイタン”で出会ったガーディアンズ・オブ・ギャラクシーも味方に付けた。
地球ではスティーブ・ナターシャ・サムが、ブラック・オーダーに重傷を負わされたヴィジョンや彼と隠遁生活を送っていたワンダを救って引き入れ、アベンジャーズ・コンパウンドでブルースやローディとも合流し、マインド・ストーンの奪取阻止とヴィジョンの生命を守ることを決めるとワカンダへ飛んで、ティ・チャラとバッキーをはじめとするワカンダ軍の加勢や、ヴィジョンのストーン除去手術などの協力を得た。
サノスがタイム・ストーンを求めてタイタンに現れると、トニーたちはピーター・クイル/スター・ロードが立てた作戦でサノスからストーンをガントレットごと奪い取ろうとしたが、成功寸前にクイルが乱心したせいで失敗。ストレンジは形成逆転したサノスに追い詰められたトニーを救うため、自らストーンをサノスに譲渡した。
地球のワカンダでは、マインド・ストーンを巡って現地を襲撃したブラック・オーダーや“アウトライダーズ”を相手にスティーブたちやワカンダ軍が応戦し、一進一退の攻防が繰り広げられる中、ヴィジョンのストーン摘出は中断してしまったが、ストームブレイカーを手にしたソーたちの参戦もあって、ヒーローたちは敵の群れを次々と倒していった。
だがその直後、ワカンダに現れたサノスにヒーローたちはあしらわれ、ワンダは断腸の思いでヴィジョンごとストーンを破壊するも、それを復元したサノスの手にストーンが全て渡ってしまった。ソーがサノスに深傷を負わせたが、油断を突かれてスナップ実行を許し、全宇宙の各地で“デシメーション”が発生。サノスが行方を晦まし、多くの戦友たちが消滅する光景も目の当たりにしたことで残されたヒーローたちは、敗北したことを痛感して愕然とする。
『キャプテン・マーベル』
本作ではポスト・クレジット・シーンにのみ登場。前述のとおり、スティーブ・ブルース・ナターシャ・ローディの4人が、フューリーに遺されたポケベルを調べつつ、全世界で消滅してしまった人々の総数を目にしていたところ、来訪したキャロルと出会う。
『アベンジャーズ/エンドゲーム』
本作では、消滅を免れたヒーローたちによるタイム泥棒と、過去の時代から現れたサノスの群勢との最終決戦が展開される。
デジメーションから22日後、“ベネター号”で宇宙を漂流していたトニーとネビュラは、キャロルに発見されて地球へ連れ戻り、消滅を免れたヒーローたちはサノスが再びストーンの力を解放した反応とネビュラからもたらされた情報を元に、6つのストーンを奪取し消滅させられた生命全てを復活させることを決意して惑星“0259-S”に向かった。隠遁生活を送っていたサノスに奇襲を仕掛けるも、6つのストーンは原子に還されてもう存在せず、怒ったソーがサノスの首を刎ねて討伐したが、ヒーローたちはもう自分たちの目的を果たせないことを悟る結末を迎えることになった。
それから5年の間、ヒーローたちは各々の場所で暮らしていたが、消滅を免れ、量子世界から脱出し、デシメーションで変わり果てた現代の世の中を知ったスコットと接触したスティーブたちは、消滅させられた生命全てを復活させることをもう一度決意。消滅を免れたヒーローたちを召集し、トニーもスティーブとの確執を解消して参入したことで、過去へタイムトラベルし、各時代で入手したインフィニティ・ストーンを現代で使って、消滅した全生命を復活させるタイム泥棒に乗り出した。
事前準備を全て完了させるとヒーローたちは、三手に分かれて各々の時代へタイムトラベルを敢行。2012年のニューヨークでは、ブルースがエンシェント・ワンとの交渉でタイム・ストーンを、スティーブがS.H.I.E.L.D.からの疑念と当時の自分との一騎打ちを乗り切ってマインド・ストーンを入手したが、トニーとスコットは当時のハルクとロキの干渉でスペース・ストーンの奪取に失敗。咄嗟の閃きでトニーはスティーブと共に1970年の“キャンプ・リーハイ”にタイムトラベルした。2013年のアスガルドでは、ロケットがジェーン・フォスターに寄生していたリアリティ・ストーンの回収に成功し、生前の実母のフリッガとの交流で立ち直ったソーも当時のムジョルニアを手にした。しかし2014年では、惑星“モラグ”でネビュラがローディとパワー・ストーンを確保するも、当時の彼女が当時のサノスらに検索されていた影響で元の時代への帰還を果たせず、惑星“ヴォーミア”にナターシャと共に向かったクリントも、彼女の犠牲でソウル・ストーンを掴み取るという悲しい結果に直面した。
1970年でトニーとスティーブがスペース・ストーンと帰還のためのピム粒子を得ると、現代に帰還したヒーローたちはナターシャの犠牲を知らされるが、6つのストーンを収めたナノ・ガントレットを用いたブルースのスナップにより、消滅した者たちの復活に成功した。だが、ネビュラ（現代）になりすまして現代に潜伏していたネビュラ（過去）により、サノスの群勢がタイムトラベルしてアベンジャーズ・コンパウンドを襲撃。インフィニティ・ストーンを巡る戦いが勃発し、一時は窮地に陥ったヒーローたちだったが、復活したヒーローたちや大勢の戦士たちの加勢を受けてサノスの群勢との最終決戦を開始。大規模な戦闘の最中、全てのストーンを元の時代に戻そうとガントレットのバトンリレーや争奪戦が繰り広げられ、甚大な被害をもたらした結果、トニーが全てのストーンを奪還し、自らの命を犠牲にスナップを敢行。サノスと彼の群勢を消滅させた。
そしてヒーローたちと関係者の多くは、トニーの葬儀に参列する。
『ホワット・イフ...?』シーズン1
第5話
アース89521におけるアベンジャーズが登場。物語の序盤においてクインジェットでゴールデン・ゲート・ブリッジへ向かい、大量発生したゾンビ群に立ち向かおうとするが、“量子ウイルス”対策を全く講じていなかったことから、大量のゾンビに群がられ、トニー、 スティーブ、クリントはゾンビと化してしまう。
第8話
アース29929におけるアベンジャーズが物語前半に登場。ウルトロンに戦いを挑んだが、ナターシャとクリント以外のメンバーは敗北した。
第9話
アース51825のアベンジャーズが登場。物語のラストでニック・フューリーたちS.H.I.E.L.D.と共に、ロキが率いるアスガルド軍と交戦する。
『Avengers：The Dooms Day』

『Avengers：Secret Wars』

## 他のメディアでのアベンジャーズ

### アニメシリーズ

#### The Avengers: United They Stand
アヴィ・アラドのプロデュースの下、全13話のシリーズThe Avengers: United They Standが製作され、20世紀フォックス・テレビジョンより1999年10月30日から2000年2月26日まで放送された。このシリーズでのアベンジャーズは、アントマン（ヘンリー・ピム）がリーダーで、ワスプ、ワンダー・マン、ティグラ、ホークアイ、スカーレット・ウィッチが参加していた。

#### アベンジャーズ 地球最強のヒーロー
マーベルアニメーションと外部スタジオのFilm Romanは、アベンジャーズのテレビアニメ『アベンジャーズ 地球最強のヒーロー』を製作し、2010年に放送が始まった。2010年秋よりディズニーXDより20本のミクロ・シリーズとして始まった。日本では2011年7月18日よりディズニーXDでシーズン1が放送されたが、シーズン2が放送されないまま下記の『アベンジャーズ・アッセンブル』の放送開始が決定した。このシリーズのチームはオリジナルのアベンジャーズをベースとしており、メンバーはアントマン（ヘンリー・ピム）、キャプテン・アメリカ、ハルク、アイアンマン、ソー、ワスプ、ブラックパンサー、ホークアイである。

#### アベンジャーズ・アッセンブル
2013年5月26日より、『アベンジャーズ 地球最強のヒーロー』の後番組としてディズニーXDで始まった新シリーズ。世界設定が作り直されており、マーベルシネマティックユニバースと同様に複数のアニメシリーズが同一の世界観を共有しているため、『アルティメット・スパイダーマン』、『ハルク: スマッシュ・ヒーローズ』といった他の作品とのクロスオーバーも行われている。日本では2015年6月26日より放送開始。

#### アベンジャーズ コンフィデンシャル：ブラック・ウィドウ & パニッシャー
原題『Avengers Confidential: Black Widow & Punisher』。マッドハウス製作MARVELアニメ第6弾。日本では2014年9月3日にBD版が発売。（DVD版はレンタル専用品）
S.H.I.E.L.D.に拘束されたパニッシャーがブラック・ウィドウとチームを組まされ極秘任務に就く。アベンジャーズからはアイアンマン、ハルク、ソーが登場。
- 監督 - 清水健一
- アニメ制作 - マッドハウス

#### ディスク・ウォーズ：アベンジャーズ
2014年4月2日より2015年3月25日に、テレビ東京系6局ネットほかで放送。日本の男児向け市場を念頭に置いて企画・製作されており、アニメ制作も日本企業である東映アニメーションが行っている。
- 製作総指揮 - ウォルト・ディズニー・ジャパン
- アニメ制作 - 東映アニメーション
- 東映アニメーションがマーベル作品を制作するのは、1980年8月19日にテレビ朝日系列で放送された『闇の帝王 吸血鬼ドラキュラ』以来となる。

#### マーベル フューチャー・アベンジャーズ
2017年7月22日よりDlifeで放送中のアニメ。『ディスク・ウォーズ:アベンジャーズ』から続く日本オリジナルのキッズアニメ第二弾。
- 製作総指揮 - ウォルト・ディズニー・ジャパン
- アニメ制作 - マッドハウス

### アニメ映画
マーベルアニメーションは、アベンジャーズを現代風にアレンジしたコミック『アルティメッツ』を元にしたアニメ映画Ultimate Avengers とその続編の Ultimate Avengers 2 の2本を製作した。各キャラクターのデザインが現代風になり、各設定も変更が加えられたオリジナルストーリーである。
この他、子供版アベンジャーズを主役とした『ネクスト・アベンジャーズ: 未来のヒーローたち』も発売された。

### コンピュータゲーム
- 『キャプテンアメリカ&ジ・アベンジャーズ』（Captain America and the Avengers, データイースト）

横スクロールアクションの『ファイナルファイト』タイプゲーム。キャプテン・アメリカ、アイアンマン、ホークアイ、ビジョンの中からプレイヤーを選択可能。メガドライブなどにも移植されている。
- 『アベンジャーズ イン ギャラクティックストーム』（Avengers in Galactic Storm, データイースト）

3DCGレンダリング取り込みによるグラフィックを使用した対戦格闘ゲーム。日本ではほとんど出回らなかった。
- 『Marvel's Avengers』

## 出版タイトル

### 主要シリーズ
- アベンジャーズ Avengers #1-402（1963年9月 - 1996年9月）
  - Avengers Annual #1-23（1967年 – 1969年、1971年 – 1972年、1976年 – 1979年、1981年 – 1994年）
  - Giant-Size Avengers #1-5（1974年8月 – 1975年12月）
- アベンジャーズ Avengers vol. 2, #1-13（マーベル・コミック/エクストリーム・スタジオ/ワイルドストーム・プロダクション; 1996年11月 – 1997年11月）
- アベンジャーズ Avengers vol. 3, #1-84, 500-503（1998年2月 – 2004年12月）
  - Avengers #0（マーベル・コミック/ウィザード・エンターテインメント; 1999年7月）
  - Avengers/Squadron Supreme Annual '98（1998年）
  - Avengers Annual '99（1999年）
  - Avengers Annual 2000（2000年）
  - Avengers Annual 2001（2001年）
  - Avengers Finale #1（2005年1月）
- アベンジャーズ Avengers vol. 4, #1-続刊（2010年5月 – 継続中）
- ニューアベンジャーズ New Avengers #1-64（2005年1月 – 2010年4月）
  - New Avengers Annual #1-3（2006年 – 2009年）
  - New Avengers Finale（2010年）
- ニューアベンジャーズ New Avengers vol. 2, #1-続刊（2010年6月 – 継続中）

### スピンオフシリーズ
- West Coast Avengers #1-4 （1984年9月 - 12月）
  - West Coast Avengers vol. 2, #1-46 （1985年10月 - 1989年7月）
  - West Coast Avengers Annual #1-3 （1986年 – 1988年）
  - Avengers West Coast #47-102 （1989年8月 - 1994年1月）
  - Avengers West Coast Annual #4-8 （1989年 – 1993年）
- Solo Avengers #1-20 （1987年12月 - 1989年7月）
  - Avengers Spotlight #21-40 （1989年8月 - 1991年1月）
- Force Works #1-22 （1994年7月 - 1996年4月）
- Avengers Unplugged #1-6 （1995年10月 - 1996年8月）
- The Avengers: United They Stand #1-7 （1999年11月 - 2000年6月）
- Young Avengers #1-12 （2005年4月 – 2007年1月）
  - Young Avengers Special #1 （2006年2月）
- Marvel Adventures: The Avengers #1-39 （2006年7月 – 2009年8月）
- Avengers: The Initiative #1-35 （2007年4月 – 2010年6月）
  - Avengers: The Initiative Annual #1 （2008年1月）
  - Avengers: The Initiative Special #1 （2009年1月）
- Mighty Avengers #1-36 （2007年5月 – 2010年4月）
- Dark Avengers #1-16 （2009年1月 – 2010年4月）
- Secret Avengers #1-続刊 （2010年5月 – 継続中）
- Avengers Academy #1-続刊 （2010年6月 – 継続中）

### リミテッドシリーズとスペシャル

#### リミテッドシリーズ
- X-Men vs. the Avengers #1-4（1987年4月 - 7月）
- Avengers: The Terminatrix Objective #1-4（1993年9月 - 12月）
- The Last Avengers Story #1-2（1995年11月 - 12月）
- Domination Factor: Avengers #1.2, 2.4, 3.6, 4.8[26]（1999年11月 - 2000年2月）
  - Domination Factor: Fantastic Four #1.1, 2.3, 3.5, 4.7[26]
- Avengers Forever #1-12（1998年12月 - 2000年2月）
- Avengers Two: Wonder Man and Beast #1-3（2000年5月 - 7月）
- Avengers Infinity #1-4（2000年9月 - 12月）
- Avengers: Celestial Quest #1-8（2001年11月 - 2002年6月）
- Avengers Icons: Tigra #1-4（2002年5月 - 8月）
- Avengers Icons: The Vision #1-4（2002年10月 - 2003年1月）
- JLA/Avengers #1, 3（マーベル・コミック/DCコミックス; 2003年9月、2003年12月）
  - Avengers/JLA #2, 4（DCコミックス/マーベル・コミック; 2003年10月、2004年3月）
- Avengers/Thunderbolts #1-6（2004年5月 - 9月）
- Avengers: Earth's Mightiest Heroes #1-8（2004年11月 - 2005年3月）
  - Avengers: Earth's Mightiest Heroes II #1-8（2007年1月 - 5月）
- Avengers and Power Pack Assemble! #1-4（2006年6月 - 9月）
- New Avengers: Illuminati vol. 2, #1-5（2007年2月 - 2008年1月）
- New Avengers/Transformers #1-4（マーベル・コミック/IDW Publishing; 2007年7月 - 10月）
- Avengers/Invaders #1-12（2008年7月 - 2009年8月）
- New Avengers: The Reunion #1-4（2009年5月 - 8月）
- Lockjaw and the Pet Avengers #1-4（2009年7月 - 10月）
  - Lockjaw and the Pet Avengers: Unleashed #1-4（2010年5月 - 8月）
  - Avengers vs. Pet Avengers #1-4（2010年12月 - 2011年3月）
- New Avengers: Luke Cage #1-3（2010年4月 - 6月）
- Avengers: The Origin #1-5（2010年6月 - 10月）
- Avengers Prime #1-5（2010年8月 - 2011年3月）
- I Am an Avenger #1-5（2010年5月 - 2011年3月）
- Chaos War: Dead Avengers #1-3（2011年1月 - 3月）

#### ワンショットとオリジナルグラフィックノベル
- Avengers: Emperor Doom（1987年）
- Avengers: Deathtrap - The Vault（1991年）
- Avengers Collector's Edition（1993年）. Presented by Sugar Daddy, Sugar Babies, and Charleston Chew.
- Avengers Strikefile（1994年1月）
- Avengers Log（1994年2月）
- Avengers: The Crossing #1（1995年9月）
- Hot Shots: Avengers（1995年10月）
- Ultraforce/Avengers Prelude（Ultraverse/マーベル・コミック; 1995年8月）
  - Ultraforce/Avengers #1（Ultraverse/マーベル・コミック; 1995年8月）
  - Avengers/Ultraforce #1（マーベル・コミック/Ultraverse; 1995年10月）
- Avengers: Timeslide #1（1996年2月）
- Avengers: Rough Cut #1（1998年8月）
- Timeslip Special: The Coming of the Avengers（1998年10月）
- Avengers #1½（1999年12月）
- Avengers Casebook #1（2000年2月）
- Avengers: The Ultron Imperitave #1（2001年11月）
- What If Jessica Jones Had Joined the Avengers?（2004年12月）
- The Official Handbook of the Marvel Universe: Avengers 2004（2004年）
- The Official Handbook of the Marvel Universe: Avengers 2005（2005年）
- New Avengers: Illuminati #1（2006年）
- New Avengers: Most Wanted Files（2006年）
- Giant-Size Avengers vol. 2, #1（2008年2月）
- Avengers Assemble #1（2010年7月）

### リプリントシリーズ
- Marvel Triple Action #5-47（1972年9月 – 1979年4月）
- Marvel Super Action #14-37（1979年12月 – 1981年11月）
- Kree/Skrull War Starring the Avengers #1-2（1983年9月 - 10月）
- Avengers Universe #1-6（2000年7月 – February 2001)
- Avengers United #1-100（2001年1月 – 2008年12月）
- Avengers Classic #1-12（2007年6月 – 2008年4月）
- Avengers Unconquered #1-続刊（2009年1月 – 継続中）

### コレクテッド・エディション
| タイトル                                               | 収録内容                                                                       | 年   | ISBN           |
| ------------------------------------------------------ | ------------------------------------------------------------------------------ | ---- | -------------- |
| Avengers Forever（ハードカバー）                       | Avengers Forever #1-12                                                         | 2009 | 978-0785137962 |
| Avengers Forever（ソフトカバー）                       | Avengers Forever #1-12                                                         | 2001 | 0785107568     |
| Avengers Masterworks                                   | The Avengers #1-5                                                              | 1993 | 0871359839     |
| Avengers Visionaries: The Art of George Pérez          | The Avengers 161-162, 194-196, 201, Annual #6, 8                               | 1999 | 0785107177     |
| Avengers West Coast: Vision Quest                      | West Coast Avengers #42-46; Avengers West Coast #47-50                         | 2005 | 0785117741     |
| Avengers/Invaders（ハードカバー）                      | Avengers/Invaders #1-12; Avengers/Invaders Sketchbook                          | 2009 | 0785129421     |
| Avengers/Invaders（ソフトカバー）                      | Avengers/Invaders #1-12; Avengers/Invaders Sketchbook                          | 2009 | 978-0785129431 |
| Avengers/Thunderbolts, Vol. 1: The Nefaria Protocols   | The Avengers vol. 3, #31-34; Thunderbolts #42-44                               | 2004 | 978-0785114451 |
| Avengers/Thunderbolts, Vol. 2: Best Intentions         | Avengers/Thunderbolts #1-6                                                     | 2004 | 078511422X     |
| Avengers/X-Men: Bloodties                              | The Avengers #368-369; Avengers West Coast #101; Uncanny X-Men #307; X-Men #26 | 1995 | 0785101039     |
| Avengers: Ultron Unleashed                             | The Avengers #57-58, 170-171                                                   | 1999 |                |
| Avengers: Vision and the Scarlet Witch                 | The Vision and the Scarlet Witch #1-4; Giant-Size Avengers #4                  | 2005 | 0785117709     |
| Giant-Size Avengers Special #1                         | The Avengers #58, 201                                                          | 2007 |                |
| JLA/Avengers: The Collector's Edition（ハードカバー）  | JLA/Avengers #1, 3; Avengers/JLA #2, 4                                         | 2004 | 1401202071     |
| JLA/Avengers: The Collector's Edition（ソフトカバー）  | JLA/Avengers #1, 3; Avengers/JLA #2, 4                                         | 2008 | 978-1401219574 |
| The Greatest Battles of the Avengers                   | The Avengers #54-55, 79, 160, Annual #7, 10                                    | 1993 | 0871359812     |
| The Last Avengers Story                                | Last Avengers #1-2                                                             | 1996 | 0785102183     |
| The X-Men vs. the Avengers                             | The X-Men vs. the Avengers #1-4; Uncanny X-Men #9                              | 2010 | 978-0785138099 |
| X-Statix, Vol. 4: X-Statix vs. the Avengers            | X-Statix #19-26                                                                | 2004 | 978-0785115373 |
| Young Avengers, Vol. 1: Sidekicks（ハードカバー）      | Young Avengers #1-6                                                            | 2005 | 978-0785114703 |
| Young Avengers, Vol. 1: Sidekicks（ソフトカバー）      | Young Avengers #1-6                                                            | 2006 | 978-0785120186 |
| Young Avengers, Vol. 2: Family Matters（ハードカバー） | Young Avengers #7-12; Young Avengers Special #1                                | 2006 | 978-0785120216 |
| Young Avengers, Vol. 2: Family Matters（ソフトカバー） | Young Avengers #7-12; Young Avengers Special #1                                | 2007 | 978-0785117544 |

#### アベンジャーズ
| タイトル                                      | 収録内容 | 年   | ISBN           |
| --------------------------------------------- | --- | ---- | -------------- |
| Essential Avengers, Vol. 1                    | Avengers #1-24（白黒） | 1998 | 978-0785118626 |
| Essential Avengers, Vol. 2                    | Avengers #25-46; King-Size Special #1（白黒） | 2000 | 978-0785107415 |
| Essential Avengers, Vol. 3                    | Avengers #47-68, Annual #2（白黒） | 2001 | 978-0785107873 |
| Essential Avengers, Vol. 4                    | Avengers #69-97（白黒） | 2004 | 978-0785114857 |
| Kang: Time and Time Again                     | Avengers #69-71, 267-269; Thor #140; Hulk #135 | 2005 | 978-0785118206 |
| Avengers: The Kree/Skrull War                 | Avengers #89-97 | 2000 | 978-0785132301 |
| Essential Avengers, Vol. 5                    | Avengers #98-119; Daredevil #99; Defenders #8-11（白黒） | 2006 | 978-0785120872 |
| Avengers/Defenders War                        | Avengers #115-118; Defenders #8-11 | 2007 | 978-0785127598 |
| Essential Avengers, Vol. 6                    | Avengers #120-140; Giant-Size #1-4; Captain Marvel #33; Fantastic Four #150（白黒）                                                                              | 2008 | 978-0785130581 |
| Avengers: Celestial Madonna                   | Avengers #129-135; Giant-Size Avengers #2-4 | 2002 | 978-0785108269 |
| Essential Avengers, Vol. 7                    | Avengers #141-163, Annual #6; Super-Villain Team-Up #9（白黒）                                                                                                   | 2010 | 978-0785144533 |
| Avengers: The Serpent Crown                   | Avengers #141-144, 147-149 | 2005 | 978-0785117001 |
| Avengers: Legends, Vol. 3                     | Avengers #161-162, 194-196, 201, Annual #6, 8 | 2003 | 978-0785109990 |
| Avengers: The Korvac Saga                     | Avengers #167-168, 170-177 | 2003 | 978-0785144700 |
| Avengers: Nights of Wundagore                 | Avengers #181-187 | 2009 | 978-0785137214 |
| Avengers: Under Siege                         | Avengers #270-271, 273-277 | 1998 | 978-0785107026 |
| Galactic Storm, Book 1                        | Avengers #345-346; Captain America #398-399; Avengers West Coast #80-81; Quasar #32-33; Wonder Man #7-8; Iron Man #278; Thor #445                                | 2006 | 978-0785120445 |
| Galactic Storm, Book 2                        | Avengers #347; Captain America #400-401; Avengers West Coast #82; Quasar #34-35; Wonder Man #9; Iron Man #279; Thor #446; What If? #55-56                        | 2006 | 978-0785120452 |
| X-Men: Complete Onslaught Epic, Book 1        | Avengers #400-401; X-Men #53-54; Uncanny X-Men #334-335; Onslaught: X-Men; X-Man #18; X-Force #57; Cable #34; Incredible Hulk #444                               | 2008 | 978-0785128236 |
| X-Men: Complete Onslaught Epic, Book 3        | Avengers #402; Hulk #445; Iron Man #332; Punisher #11; X-Man #19; Amazing Spider-Man #415; Green Goblin #12; Spider-Man #72; Fantastic Four #416; Wolverine #105 | 2008 | 978-0785128250 |
| Heroes Reborn: Avengers                       | Avengers vol. 2, #1-12 | 2006 | 978-0785123378 |
| Avengers: The Morgan Conquest                 | Avengers vol. 3, #1-4 | 2000 | 978-0785107286 |
| Avengers: Supreme Justice                     | Avengers vol. 3, #5-7, Annual 1998; Iron Man #7; Captain America #8; Quicksilver #10                                                                             | 2001 | 978-0785107736 |
| Clear and Present Dangers                     | Avengers vol. 3, #8-15 | 2001 | 978-0785107989 |
| Avengers: Ultron Unlimited                    | Avengers vol. 3, #19-22, 0 | 2001 | 978-0785107743 |
| Avengers: Living Legends                      | Avengers vol. 3, #23-30 | 2004 | 978-0785115618 |
| Avengers: Above and Beyond                    | Avengers vol. 3, #36-40, 56, Annual 2001; Avengers: The Ultron Imperative                                                                                        | 2005 | 978-0785118459 |
| Avengers: The Kang Dynasty                    | Avengers vol. 3, #41-55, Annual 2001 | 2002 | 978-0785109587 |
| The Avengers, Vol. 1: World Trust             | Avengers vol. 3, #57-62 | 2003 | 978-0785110804 |
| The Avengers, Vol. 2: Red Zone                | Avengers vol. 3, #64-70 | 2004 | 978-0785110996 |
| The Avengers, Vol. 3: The Search for She-Hulk | Avengers vol. 3, #71-76 | 2004 | 978-0785112020 |
| The Avengers, Vol. 4: Lionheart of Avalon     | Avengers vol. 3, #77-81 | 2004 | 978-0785113386 |
| The Avengers, Vol. 5: Once an Invader         | Avengers vol. 3, #82-84; Invaders #0 | 2004 | 978-0785114819 |
| Avengers: Disassembled                        | Avengers vol. 3, #500-503; Avengers Finale（ワンショット） | 2005 | 978-0785114826 |

##### マーエル・マスターワークス: アベンジャーズ
| タイトル | 収録内容                                                                  | 年   | ISBN           |
| -------- | ------------------------------------------------------------------------- | ---- | -------------- |
| Vol. 1   | The Avengers #1-10                                                        | 2003 | 978-0785108832 |
| Vol. 2   | The Avengers #11-20                                                       | 2003 | 978-0785111788 |
| Vol. 3   | The Avengers #21-30                                                       | 2004 | 978-0785111795 |
| Vol. 4   | The Avengers #31-40                                                       | 2004 | 978-0785116387 |
| Vol. 5   | The Avengers #41-50; The Avengers King-Size Special #1                    | 2005 | 978-0785118480 |
| Vol. 6   | The Avengers #51-58; The Avengers King-Size Special #2; Uncanny X-Men #45 | 2003 | 978-0785120797 |
| Vol. 7   | The Avengers #59-68; Marvel Super-Heroes #17                              | 2003 | 978-0785126805 |
| Vol. 8   | The Avengers #69-79                                                       | 2009 | 978-0785129349 |
| Vol. 9   | The Avengers #80-88; The Incredible Hulk vol. 2, #140                     | 2009 | 978-0785135012 |
| Vol. 10  | The Avengers #89-100                                                      | 2010 | 978-0785133315 |

##### 特大ハードカバー版
| タイトル                  | 収録内容                                                                                                  | 年   | ISBN           |
| ------------------------- | --- | ---- | -------------- |
| Avengers Assemble, Vol. 1 | Avengers vol. 3, #1-11, Annual 1998                                                                       | 2004 | 978-0785115731 |
| Avengers Assemble, Vol. 2 | Avengers vol. 3, #12-22, Annual 1999                                                                      | 2005 | 978-0785117735 |
| Avengers Assemble, Vol. 3 | Avengers vol. 3, #23-34, 1½; Thunderbolts #42-44                                                          | 2006 | 978-0785121305 |
| Avengers Assemble, Vol. 4 | Avengers vol. 3, #35-40, Annual 2000, Annual 2001; Avengers: The Ultron Imperative; Maximum Security #1-3 | 2007 | 978-0785123477 |
| Avengers Assemble, Vol. 5 | Avengers vol. 3, #41-56                                                                                   | 2007 | 978-0785123484 |

#### ニューアベンジャーズ
| タイトル                                 | 収録内容                                                                    | 年   | ISBN           |
| ---------------------------------------- | --------------------------------------------------------------------------- | ---- | -------------- |
| Vol. 1: Breakout                         | New Avengers #1-6                                                           | 2005 | 978-0785114796 |
| Vol. 2: Sentry                           | New Avengers #7-10                                                          | 2006 | 978-0785116721 |
| Vol. 3: Secrets and Lies                 | New Avengers #11-15                                                         | 2006 | 978-0785117063 |
| Vol. 4: The Collective                   | New Avengers #16-20                                                         | 2007 | 978-0785119876 |
| Vol. 5: Civil War                        | New Avengers #21-25                                                         | 2007 | 978-0785124467 |
| Vol. 6: Revolution                       | New Avengers #26-31                                                         | 2007 | 978-0785124689 |
| Vol. 7: The Trust                        | New Avengers #32-37                                                         | 2008 | 978-0785125037 |
| Vol. 8: Secret Invasion, Book 1          | New Avengers #38-42                                                         | 2009 | 978-0785129479 |
| Vol. 9: Secret Invasion, Book 2          | New Avengers #43-47                                                         | 2009 | 978-0785129493 |
| Vol. 10: Power                           | New Avengers #48-50; Secret Invasion: Dark Reign （ワンショット）           | 2009 | 978-0785135609 |
| Vol. 11: Search for the Sorcerer Supreme | New Avengers #51-54                                                         | 2009 | 978-0785136903 |
| Vol. 12: Power Loss                      | New Avengers #55-60                                                         | 2010 | 978-0785145752 |
| Vol. 13: Siege                           | New Avengers #61-64, Annual #3; The List: New Avengers; New Avengers Finale | 2010 | 978-0785145783 |

#### マイティ・アベンジャーズ
| タイトル                        | 収録内容               | 年   | ISBN           |
| ------------------------------- | ---------------------- | ---- | -------------- |
| Vol. 1: The Ultron Initiative   | Mighty Avengers #1-6   | 2008 | 978-0785123682 |
| Vol. 2: Venom Bomb              | Mighty Avengers #7-11  | 2008 | 978-0785123699 |
| Vol. 3: Secret Invasion, Book 1 | Mighty Avengers #12-15 | 2009 | 978-0785130109 |
| Vol. 4: Secret Invasion, Book 2 | Mighty Avengers #16-20 | 2009 | 978-0785136507 |
| Vol. 5: Earth's Mightiest       | Mighty Avengers #21-26 | 2009 | 978-0785137467 |
| Vol. 6: The Unspoken            | Mighty Avengers #27-32 | 2010 | 978-0785137474 |
| Vol. 7: Siege                   | Mighty Avengers #32-36 | 2010 | 978-0785148005 |

#### アベンジャーズ: ジ・イニシアチブ
| タイトル                      | 収録内容                                                                | 年   | ISBN           |
| ----------------------------- | ----------------------------------------------------------------------- | ---- | -------------- |
| Vol. 1: Basic Training        | The Initiative #1-6                                                     | 2008 | 978-0785125167 |
| Vol. 2: Killed in Action      | The Initiative #7-13, Annual #1                                         | 2008 | 978-0785128618 |
| Vol. 3: Secret Invasion       | The Initiative #14-19                                                   | 2009 | 978-0785131670 |
| Vol. 4: Disassembled          | The Initiative #20-25; The Initiative Featuring Reptil （ワンショット） | 2009 | 978-0785131519 |
| Vol. 5: Dreams and Nightmares | The Initiative #26-31                                                   | 2010 | 978-0785139041 |
| Vol. 6: Siege                 | The Initiative #31-36                                                   | 2010 | 978-0785148180 |

### インデックス
- Official Marvel Index to the Avengers #1-8 （1987年8月 – 1988年10月）
- Official Marvel Index to the Avengers #1-6 （1994年10月 – 1995年3月）

### 日本語版
| タイトル                             | 収録内容            | 訳者                       | 発行日        | ISBN           |
| ------------------------------------ | ------------------- | -------------------------- | ------------- | -------------- |
| ニューアベンジャーズ: ブレイクアウト | New Avengers #1-6   | ヤスダ・シゲル             | 2010年5月29日 | 978-4863322479 |
| ニューアベンジャーズ: セントリー     | New Avengers #7-13  | ヤスダ・シゲル、近藤恭佳   | 2011年7月30日 | 978-4863323346 |
| ニューアベンジャーズ: コレクティブ   | New Avengers #14-20 | ヤスダ・シゲル、御代しおり | 2011年8月30日 | 978-4863323384 |